# ステージドア・キャンティーン (映画)
ステージドア・キャンティーン（Stage Door Canteen）は、1943年のアメリカ合衆国の第二次世界大戦中のロマンティック・コメディ映画。ほとんど無名の出演者によるドラマのシーンの合間にミュージカル・シーンなどショーのシーンが散りばめられている。ソル・レッサーのプリンシパル・アーティスツ・プロダクションズのプロデュース、フランク・ボーゼイジの監督により制作された。多くのセレブリティがカメオ出演している。主にニューヨークにあったアメリカおよび連合国の軍人のための著名なレストランおよびナイトクラブでのシンプルな物語が描かれている。6つのバンドが出演している。オリジナルの楽曲「"We Mustn't Say Goodbye"」は第16回アカデミー賞において歌曲賞にノミネートされた。
北アメリカにおいてパブリックドメインとなっており、品質は様々であるが多くのDVDやVHSがリリースされている。

## あらすじ

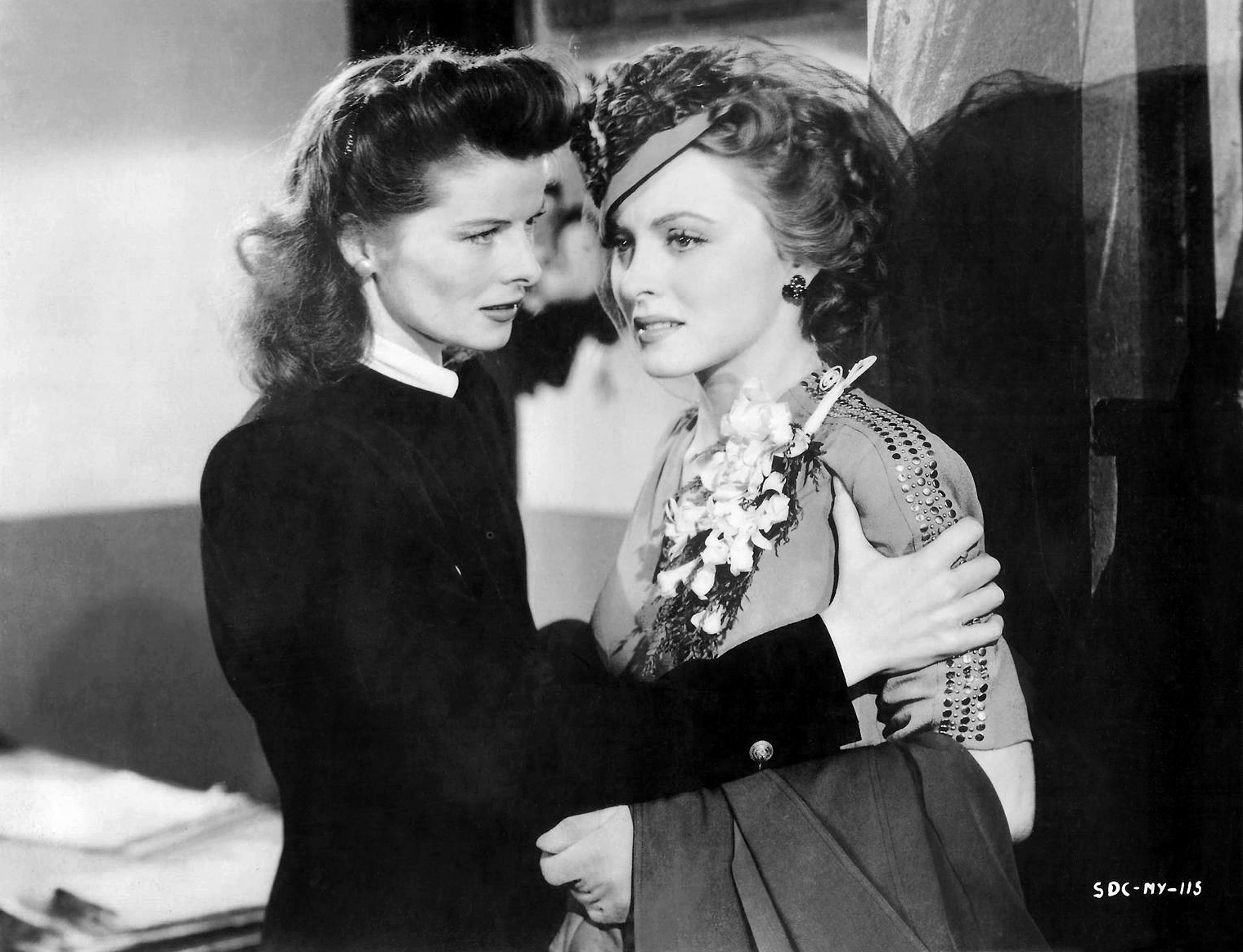
キャサリン・ヘプバーンとシェリル・ウォーカー

第二次世界大戦中に制作され、ブロードウェイの著名人が出演および給仕するニューヨークにあるアメリカおよび連合国の非番の軍人のための娯楽施設であるステージドア・キャンティーンについて描かれる。厳しい規則のもとで志願して働く女性たちが、神経質になっていることが多い直に戦地に送られる軍人の話し相手やダンスパートナーとなることが最大の任務である。ただし恋愛は御法度である。アイリーンが志願したのは単に参加者のハリウッド・スターの誰かに見出してもらうためだったと明かす。最終的にアイリーンは自身が軍人の1人に恋していることに気付く。

## 制作
ステージドア・キャンティーンはアメリカン・シアター・ウイングの支援により設立された。ニューヨークにあった実際のステージドア・キャンティーンは44番街劇場の地下クラブであり、あまりにも多忙なため撮影に使用することはできなかった。そのためニューヨークのFOXムービートーン・スタジオおよびロサンゼルスのRKOパテスタジオにセットが組まれた。1942年11月30日から1943年1月下旬まで制作が行なわれた。
ジョニー・ワイズミュラーがキッチンで働くなど短時間のカメオ出演から役付きまで、当時のスターたちが幅広い役柄で出演している。1943年6月、『ライフ』誌は「"Show Business at War"」の見出しで82名の出演者の出演時間を計算した。
- レイ・ボルジャー - ダンス(391秒)
- エドガー・バーゲン（英語版）、チャーリー・マカーシー（英語版）(248秒)、モータイマー・スナード(102秒)
- ジプシー・ローズ・リー - ストリップ(331秒)
- グレイシー・フィールズ（英語版） - 「"Machine Gun Song"」、「"The Lord's Prayer"」歌唱(197秒)
- キャサリン・コーネル - アライン・マクマホン（英語版）およびドロシー・フィールズ（英語版）と共に給仕し、ロン・マカリスターと共に「ロミオとジュリエット」の復唱をする(113秒)
- エド・ウィン - 複数のシーン(101秒)
- キャサリン・ヘプバーン - セレナ・ロイル（英語版）と共に登場し、ロバート・E・シャーウッド（英語版）が執筆したシーンにシェリル・ウォーカー（英語版）と共に出演(99秒)
- エセル・マーマン - 「"Marching Through Berlin"」歌唱(95秒)
- アルフレッド・ラント（英語版）とリン・フォンタン（英語版）が共にキッチンで働く(81秒)
- タルラー・バンクヘッド - 年配のホステス(50秒)
- アイナ・クレア - 自分を取り合う水兵たちを仲裁する(43秒)
- ヘレン・ヘイズ - 年配のホステス(43秒)[7]

舞台女優のキャサリン・コーネルにとって唯一の映画出演となった。ベニー・グッドマンとオーケストラによる「"Why Don't You Do Right?"」の演奏は歌手のペギー・リーにとって初のヒット曲となった。
アフリカ系アメリカ人のプロデューサーのレナード・ハーパーがニューヨークでアフリカ系アメリカ人を配役するために雇われた。
また、マール・オベロンがアメリカ連合国である中国の空軍兵を称賛する歌を歌い、サム・ジャッフェが1人の女性を含む数人のソ連軍将校に英語およびロシア語でインタビューするなどの文化的側面もある。

## 出演者

### メインキャスト
- シェリル・ウォーカー（英語版） as アイリーン[6][12]
- ウィリアム・テリー as ダコタ[6]
- マージョリー・リオーダン（英語版） as ジーン[6]
- ロン・マカリスター（英語版） as カリフォルニア[6]
- マーガレット・アーリー（英語版） as エラ・スー[6]
- マイケル・ハリソン（英語版） as テックス[6]
- ドロシア・ケント（英語版） as マミー[6]
- フレッド・ブレイディ as ジャージー[6]
- パトリック・オムーア（英語版） as オーストラリアン[6]
- マリアン・ショックリー（英語版） as リリアン[6]

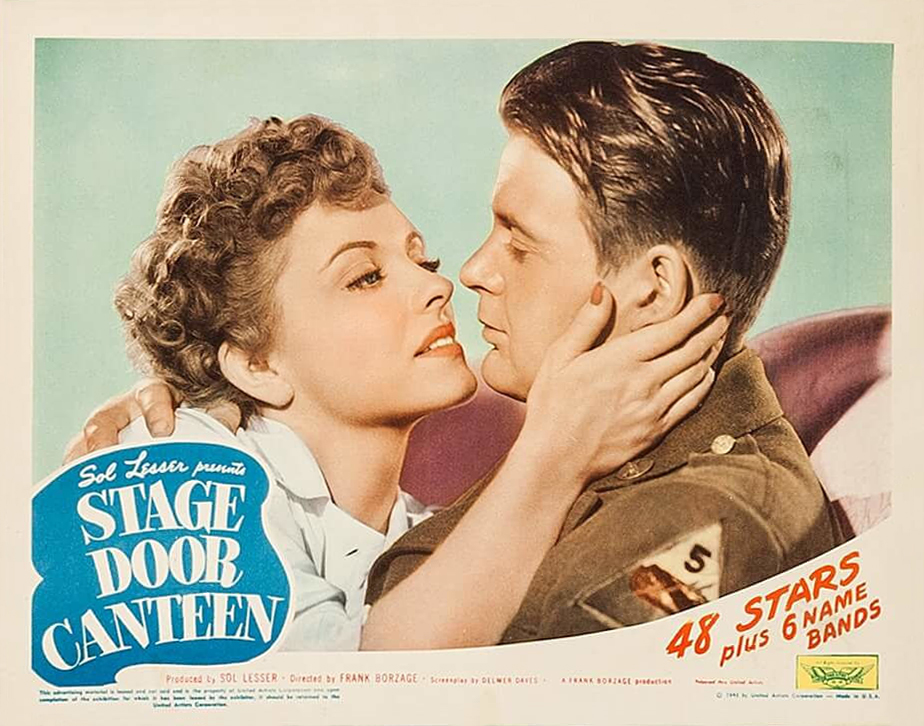
シェリル・ウォーカーとウィリアム・テリー
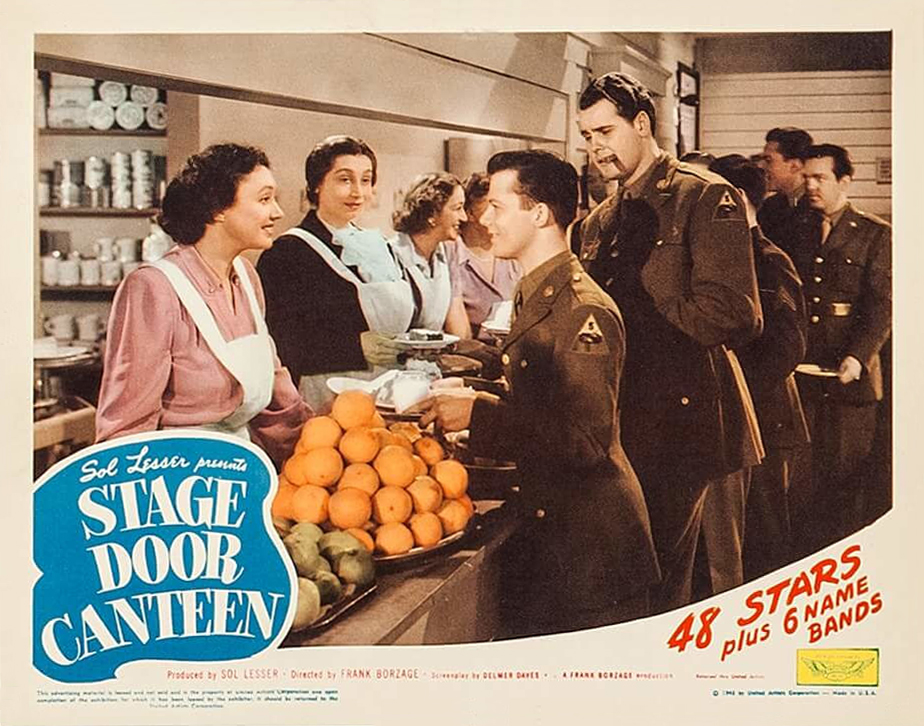
ロン・マカリスターとマイケル・ハリソンがキャサリン・コーネル、アライン・マクマホン、ドロシー・フィールズから給仕される
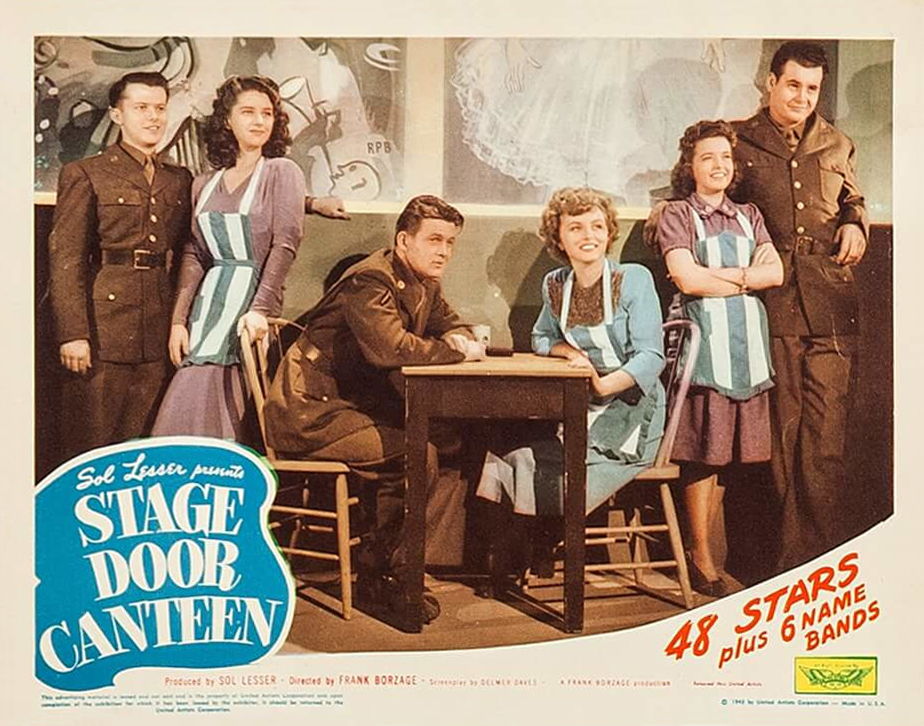
ロン・マカリスター、マージョリー・リオーダン、ウィリアム・テリー、シェリル・ウォーカー、マーガレット・アーリー、マイケル・ハリソン

### バンド
- カウント・ベイシー with エセル・ウォーターズ（英語版）
- ゼビア・クガート with リナ・ロメイ（英語版）
- ベニー・グッドマン with ペギー・リー
- ケイ・カイザー（英語版）
- ガイ・ロンバード（英語版）
- フレディ・マーティン（英語版）

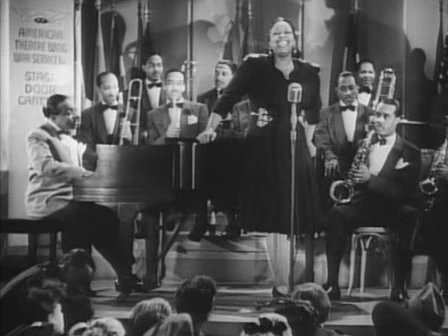
カウント・ベイシー with エセル・ウォーターズ
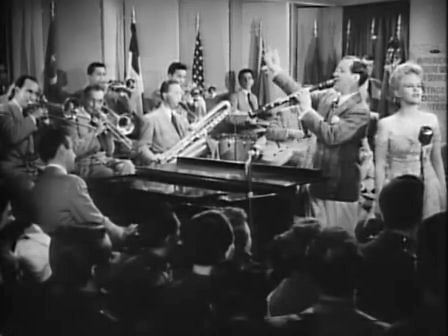
ベニー・グッドマン with ペギー・リー
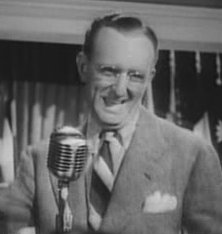
ケイ・カイザー
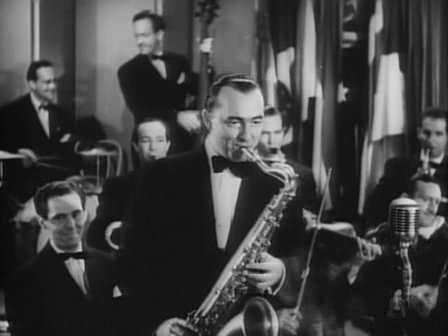
フレディ・マーティン

### 主な出演者
パフォーマンスを行なった、あるいは台詞の多い出演者を以下に示す。

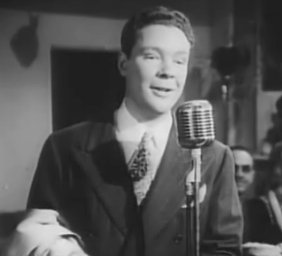
ケニー・ベイカー（英語版）
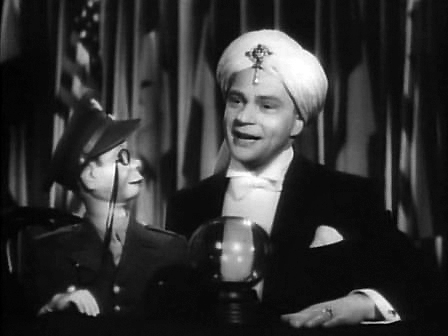
エドガー・バーゲン（英語版）
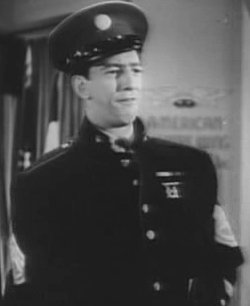
レイ・ボルジャー
- キャサリン・コーネル
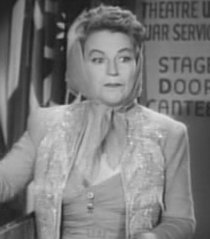
グレイシー・フィールズ（英語版）
- ヘレン・ヘイズ
- キャサリン・ヘプバーン
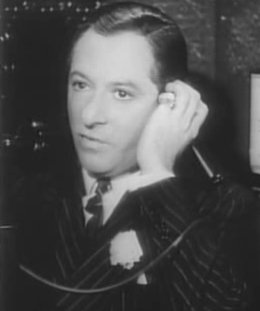
サム・ジャッフェ
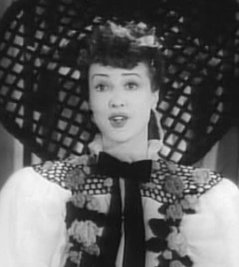
ジョージ・ジェッセル
- ジプシー・ローズ・リー
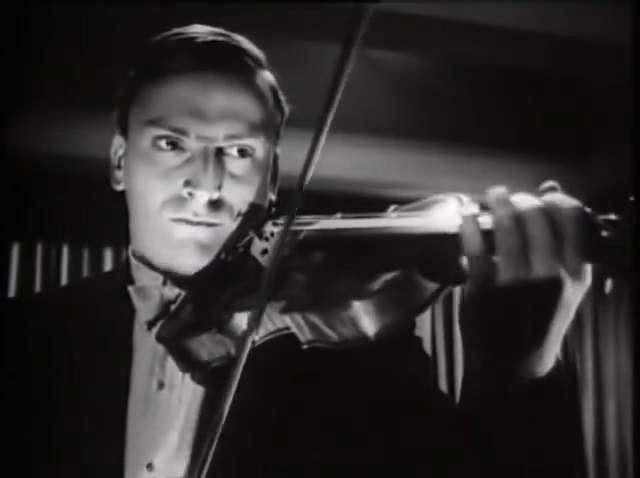
ユーディ・メニューイン
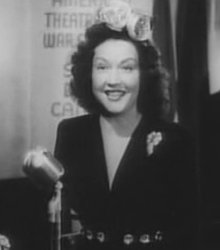
エセル・マーマン
- セレナ・ロイル（英語版）
- ラニー・ロス（英語版）
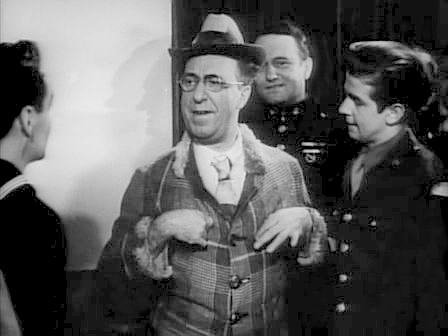
エセル・ウォーターズ（英語版）
- エド・ウィン

- ケニー・ベイカー
- エドガー・バーゲン
- レイ・ボルジャー
- グレイシー・フィールズ
- ジョージ・ジェッセル
- ジプシー・ローズ・リー
- ユーディ・メニューイン
- エセル・マーマン
- エド・ウィン

### カメオ出演
短時間出演した俳優、女優を以下に示す。
- ジュディス・アンダーソン

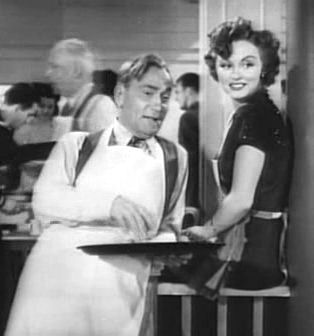
ウィリアム・デマレスト
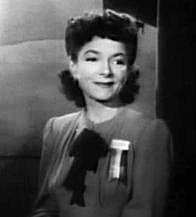
タルラー・バンクヘッド
- ラルフ・ベラミー
- アイナ・クレア
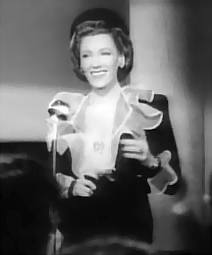
リン・フォンタン（英語版）
- ヒュー・ハーバート（英語版）
- ジーン・ハーショルト
- アルフレッド・ラント（英語版）
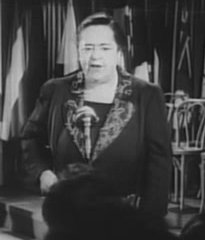
ハーポ・マルクス
- エルサ・マックスウェル（英語版）
- ポール・ムニ
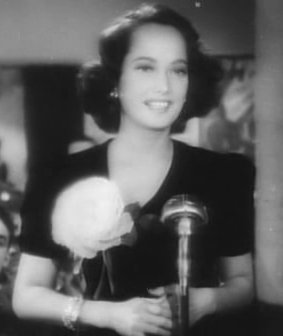
マール・オベロン
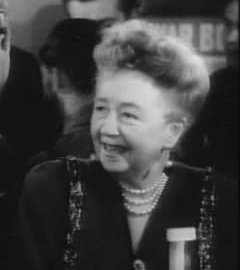
メイ・ウイッティ

- ジョージ・ラフト
- マーサ・スコット
- ジョニー・ワイズミュラー
- ヴェラ・ゴードン（英語版）

短時間出演した舞台、映画、ラジオ出演者を以下に示す。
- ヘンリー・アーメッタ（英語版）
- ヘレン・ブロデリック（英語版）
- ロイド・コリガン
- ジェーン・ダーウェル
- ウィリアム・デマレスト
- ヴァージニア・フィールド（英語版）
- アルレーン・フランシス[6]
- ヴィントン・フリードリー（英語版）
- アン・ギリス（英語版）
- ルシル・グリーソン（英語版）
- ヴァージニア・グレイ
- アレン・ジェンキンス（英語版）
- ロスコ―・カーンズ（英語版）
- トム・ケネディ（英語版）
- オットー・クルーガー
- ジューン・ラング（英語版）
- ベティ・ロウフォード（英語版）
- バート・ライテル（英語版）
- アライン・マクマホン（英語版）
- ホレス・マクマホン（英語版）
- ヘレン・メンケン
- ペギー・モラン（英語版）
- アラン・モウブレイ（英語版）
- エリオット・ヌージェント（英語版）
- フランクリン・パングボーン
- ヘレン・パリシュ（英語版）
- ブロック・ポンバートン（英語版）
- コーネリア・オーティス・スキナー（英語版）
- ネッド・スパークス（英語版）
- ビル・スタン（英語版）
- アーリーン・ウィーラン（英語版）
- メイ・ウィッティ

- ウィリアム・デマレスト
- ヘレン・ヘイズ
- ヘレン・メンケン
- エルサ・マックスウェル
- マール・オベロン
- メイ・ウイッティ

## 楽曲
- 熊蜂の飛行 "Flight of the Bumblebee"[6]
- "A Rookie and His Rhythm"[6]
- "She's a Bombshell from Brooklyn"[6]
- "We Mustn't Say Goodbye"[6]
- "Sleep Baby Sleep (in Your Jeep)"[6]
- "Don't Worry Island"[6]
- "You're Pretty Terrific Yourself"[6]
- "Quicksand"[6]
- "The Girl I Love to Leave Behind"[6]
- "The Machine Gun Song"[6]
- "The Lord's Prayer"[6]
- "Good Night, Sweetheart"[6]
- "Marching Through Berlin"[6]
- "Rhumba-Rhumba"[6]
- "Why Don't You Do Right?"[6]
- "Bugle Call Rag"
- アヴェ・マリア "Ave Maria"
- 海兵隊讃歌 "Marines' Hymn"[6]

## 公開
1943年6月24日、ユナイテッド・アーティスツ配給で公開された。上映時間は132分であった。現在93分に短縮しているものもある。